# Thank you for the venom
«Thank you for the venom» (en español, Gracias por el veneno) es una canción lanzada el 2004 por My Chemical Romance. Fue publicada como sencillo en Europa y es también la pista 9 en el disco Three cheers for sweet revenge. 

## Lista de canciones
Versión 1 (CD promocional)
1. «Thank you for the venom»

Versión 2 (disco de vinilo)
1. «Thank you for the venom»
2. «Jack the Ripper» (en vivo, del EP Like phantoms, forever, cover de Morrissey) - 4:02

## Significado
La canción trata sobre los misioneros que van puerta por puerta para convertir gente a su religión. El hablante lírico se queja y les explica a los misioneros que no tendrán éxito con él. Con las letras: Hermana, no soy un poeta, sino un criminal ("Sister, I'm not much a poet, but a criminal") aclara que no le interesa la religión.
Predique todo lo que quiera, pero ¿quién va a salvarme? / ¡Guardo una pistola en el libro que me dio! / ¡Aleluya, bloqueada y cargada! ("Preach all you want, but who's gonna save me? / I keep a gun on the book you gave me! / Hallelujah, lock and load!"). Con esto aclara lo anterior, que incluso guarda una pistola entre las hojas de la Biblia y que por más que prediquen no lo salvarán.
"Merci pour le venin" es lo que dice en la cubierta interior del disco I brought you my bullets, you brought me your love, que significa "gracias por el veneno" (Thank you for the venom) en francés.
La línea "Sister, I'm not much a poet, but a criminal" (Hermana, no soy un poeta, sino un criminal), puede ser vista como una referencia a una canción de Morrissey "Sister, I'm a poet" (Hermana, soy un poeta). Gerard Way ha dicho que Morrissey es una de sus inspiraciones.

## Trivia
- Esta canción fue usada por EA Games para el juego Need for speed: underground rivals para PlayStation Portable.
- La parte principal del coro, So give me all your… ("Así que dame todo tu…"), se inspira en gran medida en el último movimiento (III) del Concierto para piano en re menor de Félix Mendelssohn.